# بزرگراه شهید صیاد شیرازی
بزرگراه شهید علی صیاد شیرازی با نام پیشین بزرگراه نیاوران و با شماره بزرگراهی بزرگراه ۲۳ تهران بزرگراهی در مرکز و شمال شرقی شهر تهران است که به‌صورت شمالی ـ جنوبی امتداد دارد. این بزرگراه دارای طول تقریبیِ ۱۲ کیلومتر است. این بزرگراه در شمال از تقاطع بزرگراه ارتش و بلوار مژدی آغاز می‌شود و در انتها به تقاطع میدان سپاه ختم می‌شود.
ساخت این بزرگراه از اوایل دهه ۷۰ آغاز شد و مرحله اول آن در نیمه‌ دوم سال ۱۳۷۶ حدفاصل خیابان مغان تا بزرگراه رسالت (شهید سلیمانی فعلی) به بهره‌برداری رسید و سپس به‌مرورزمان از سمت جنوب و شمال توسعه یافت . در اوایل دهه ۸۰ از خیابان مغان تا بزرگراه شهید صدر (بابایی) توسعه یافت و در سال ۱۳۸۲ این قطعه به بهره‌برداری رسید و هم‌زمان ساخت پل تقاطع آن با بزرگراه شهید صدر آغاز و در مهرماه سال ۱۳۸۶ این پل بهره‌برداری شد و بزرگراه تا خیابان صنایع توسعه یافت و در اواسط دهه ۹۰ ادامه آن به‌سمت اراج و بزرگراه ارتش در تقاطع بزرگراه امام علی احداث و در نیمه دوم سال ۱۳۹۷ به‌همراه تقاطع‌های غیرهم‌سطح بزرگراه امام علی ، بلوار اوشان ، بزرگراه ارتش و بزرگراه شهید صیاد شیرازی به بهره‌برداری رسید. 

## تقاطع‌ها
| از شمال به جنوب                    | از شمال به جنوب                                              | از شمال به جنوب |
| ---------------------------------- | ------------------------------------------------------------ | --------------- |
|                                    | بزرگراه ارتش بلوار مژدی                                      |                 |
| دوربرگردان                         |                                                              |                 |
|                                    | خیابان فخری‌زاده                                              |                 |
| دوربرگردان                         |                                                              |                 |
|                                    | بزرگراه صدر                                                  |                 |
| ایستگاه متروی حسین‌آباد             |                                                              |                 |
| دوربرگردان                         |                                                              |                 |
| ایستگاه متروی هروی                 |                                                              |                 |
|                                    | خیابان موسوی                                                 |                 |
| ایستگاه متروی شهید زین‌الدین        |                                                              |                 |
|                                    | بزرگراه زین‌الدین                                             |                 |
| ایستگاه متروی خواجه عبدالله انصاری |                                                              |                 |
|                                    | خیابان خواجه عبدالله انصاری خیابان عراقی                     |                 |
|                                    | بزرگراه رسالت                                                |                 |
|                                    | مسیل باختر                                                   |                 |
| ایستگاه متروی شهید صیاد شیرازی     |                                                              |                 |
|                                    | میدان سبلان خیابان جانبازان خیابان قدوسی                     |                 |
|                                    | خیابان سبلان                                                 |                 |
|                                    | خیابان پلیس خیابان شهدای ناجا                                |                 |
| ایستگاه متروی سرباز                |                                                              |                 |
| میدان سپاه                         | خیابان خواجه نصیرالدین طوسی خیابان سپاه خیابان پادگان ولیعصر |                 |
| از جنوب به شمال                    |                                                              |                 |